# Grebenje
Grebenje so naselje v Občini Ribnica.